# Highway 61 Revisited
Highway 61 Revisited – szósty album studyjny amerykańskiego muzyka Boba Dylana, który wydano w 1965 roku. Album znalazł się m.in. na 5. miejscu wszech czasów w rankingu brytyjskiego czasopisma „Mojo” (1995) i 4. miejscu w rankingu amerykańskiego magazynu branżowego „Rolling Stone” (2003).
Jest to pierwszy album Dylana nagrany w całości z towarzyszeniem grupy rockowej. Był wyrazem buntu Dylana nie tylko wobec establishmentu i kultury amerykańskiej klasy średniej lat sześćdziesiątych, lecz także buntem wobec własnych fanów, którzy nie akceptowali elektrycznych eksperymentów Dylana z wcześniejszego albumu Bringing It All Back Home. Takie piosenki jak „Like a Rolling Stone” i „Ballad of a Thin Man” zalicza się do jego najpopularniejszych i najbardziej wpływowych utworów.

## Droga 61 w muzyce Delty Missisipi
Droga nr 61, nazywana czasem „Blues Highway,” biegnie z Nowego Orleanu przez Memphis, stan Iowa i Minnesotę do granic Kanady. Regularnie występuje w tekstach piosenek bluesowych, na przykład Freda McDowella „61 Highway” czy Jamesa „Son” Thomasa „Highway 61”. Bessie Smith zginęła w wypadku na niej, a Robert Johnson miał sprzedać swą duszę diabłu na skrzyżowaniu drogi 61 z 49. Elvis Presley wychował się w budynkach tuż przy drodze 61, a Martin Luther King Jr. został zastrzelony w motelu przy niej.
Robert Shelton powiedział w wywiadzie dla BBC: „Nastoletni Dylan podróżował tą drogą słuchając radia... Droga 61 stała się dla niego, jak sądzę, symbolem wolności, podróżowania, niezależności i szansy na wyrwanie się z życia w Hibbing."

## Sesje
Utwór „Like a Rolling Stone” (drugi po Mixed Up Confusion singel w karierze Dylana) został ukończony w połowie lipca 1965. Reszta albumu powstała w 4 dni po występie Dylana w Newport. Na tej sesji powstał też trzeci singel Dylana - „Positively 4th Street”, który nie zmieścił się na longplayu.
W maju 1965 roku Dylan odbył tournée po Anglii (osiem koncertów w dwa tygodnie). Pod koniec tournée odbyła się premiera albumu Bringing It All Back Home, która w miesiąc osiągnęła szczyty brytyjskich list przebojów. Sukces komercyjny szedł w parze z niezadowoleniem folkowych fanów, którzy odczytali nowe, elektryczne wcielenie Dylana jako zaprzedanie się muzyce popularnej.
Dylan ryzykował karierę, ale był zdeterminowany, by podążać w nowym kierunku. Dużo słuchał angielskiego ruchu R&B między innymi The Rolling Stones, The Yardbirds czy The Animals, którzy zasłynęli interpretacją jego wykonania „House of the Rising Sun”, które był dokładną kopią wersji Dave’a Van Ronka.
W tym czasie bardzo dużo pisał. Był bliski ukończenia książki Tarantula. „Napisałem coś długiego na dwadzieścia stron i z tego wyciągnąłem 'Like a Rolling Stone'”, powiedział w 1966 roku.
Planował nagrać singel i razem z producentem Tomem Wilsonem rozpoczął kompletować zespół. Zatrudnił Mike’a Bloomfielda, gitarzystę zespołu Paul Butterfield Blues Band, którego spotkał już wcześniej w Chicago w 1963 roku. Na sesji z 15 lipca w Nowym Jorku w studiu wytwórni Columbia byli też obecni: pianista Frank Owens, basista Russ Savakus, perkusista Bobby Gregg i gitarzysta Al Kooper, młody muzyk zaproszony przez Wilsona.
15 lipca muzycy pracowali nad „It Takes a Lot to Laugh, It Takes a Train to Cry”, „Sitting on a Barbed Wire Fence,” i „Like a Rolling Stone”. Po nieudanych próbach z pierwszymi dwoma utworami, Dylan postanowił spróbować z „Like a Rolling Stone”.
Po kilku wykonaniach, które nie usatysfakcjonowały Dylana, postanowił zmienić plany i użyć w tym utworze równocześnie pianina wraz z organami. Kooper zgłosił się na ochotnika do gry na organach i mimo że Wilson wiedział, iż on nigdy nie grał na tym instrumencie, zezwolił mu na grę. Partia organów autorstwa Koopera spodobała się Dylanowi. Poprosił Wilsona by nagrał ją głośniej.
Wszystko, co zostało tego dnia nagrane, zostało odrzucone, ale wyznaczyło kierunek, którym podążali muzycy. Następnego dnia nagrano jeszcze kilkanaście prób wykonania „Like a Rolling Stone”. Czwarte z nich zostało wybrane na płytę.
Dylan, choć nagrywał ten utwór na singel, zdecydował się umieścić go w większej całości. Spędził trochę czasu w swoim świeżo kupionym domu wybudowanym w kolonii Byrdcliffe w Woodstock na pisaniu pozostałych utworów.
Tymczasem Dylan zaliczył występ na Newport Folk Festival. Zdecydował się na towarzyszenie zespołu bluesowego, co nie spodobało się dyrekcji festiwalu. Gwiazdy bluesa takie jak Muddy Waters były wcześniej zapraszane, ale inaczej sprawa się miała z nieznanymi szerzej młodymi muzykami: Kooperem, Goldbergiem i trzema członkami The Paul Butterfield Blues Band gitarzystą Bloomfieldem, basistą Jerome Arnoldem i perkusistą Samem Layem.
Dylan, będąc gwiazdą wieczoru, ku zaskoczeniu publiczności i towarzyszących mu muzyków zdecydował się tylko na trzy utwory: „Maggie's Farm”, „Like a Rolling Stone” i „Phantom Engineer” (wczesna wersja „It Takes a Lot to Laugh”). Zespół grał bardzo głośno. Nie było słychać tego, co Dylan śpiewa. Część publiczności wygwizdała Dylana. Istnieje legenda, wedle której Pete Seeger chciał za kulisami przeciąć kable, ale został powstrzymany. Dylan po trzech piosenkach zszedł ze sceny i dopiero po chwili wrócił jeszcze sam na scenę, by zagrać „It's All Over Now, Baby Blue” i „Mr. Tambourine Man”.
Cztery dni później, 29 lipca, Dylan wrócił do studia. Z nieznanych powodów Wilson został zastąpiony przez Boba Johnstona, a do muzyków dołączył pianista Paul Griffin.
Na pierwszej sesji nagrano „Tombstone Blues”, „It Takes a Lot to Laugh” i „Positively 4th Street”. Następnego dnia powstała ostateczna wersja „From a Buick 6”, ale najwięcej czasu pochłonęła muzykom praca na „Can You Please Crawl Out Your Window?”. Dylan nie był zadowolony i przeniósł nagranie utworu na później. Nagrano też „Desolation Row” z całym zespołem, ale rezultaty również nie satysfakcjonowały Dylana. W przeciągu kolejnych dni powstały „Highway 61 Revisited”, „Just Like Tom Thumb’s Blues”, „Queen Jane Approximately” i „Ballad of a Thin Man”. Na basie grał Harvey Brooks, a na bębnach Sam Lay. Dylan spróbował wykonać „Desolation Row” z okrojoną aranżacją. Ostateczna wersja tego utworu na dwie gitary akustyczne powstała 4 sierpnia. Było siedem prób z nowym gitarzystą Charliem McCoyem, a ostateczna wersja powstała z połączenia dwóch ostatnich.

## Like a Rolling Stone
Jeden z najsłynniejszych utworów w historii muzyki rockowej, „Like a Rolling Stone” opowiada o kobiecie, która wychowała się w luksusie, ale nie potrafiła poradzić sobie z życiem i popadła w nałóg narkotykowy.
Tuż po wypuszczeniu singla na rynek brytyjski, Paul McCartney usłyszał go u Johna Lennona. „Było piękne.. Pokazał nam wszystkim, że można pójść jeszcze dalej”, powiedział. Bardzo młody wówczas Bruce Springsteen usłyszał nagranie, gdy jechał samochodem ze swoją matką: „Poczułem się jakby ktoś wykopem otworzył drzwi do mojego umysłu”, wspominał. A tak mówił o tym utworze Frank Zappa: „Chciałem rzucić granie, bo poczułem, że po tym utworze nie można już nagrać nic więcej”.
Niektórzy twierdzą, że bohaterka utworu jest wzorowana na postaci Edie Sedgwick powiązanej ze środowiskiem Andy’ego Warhola. Słowa 'Napoleon w łachmanach' miałyby się odnosić do Warhola. Choć Dylan popadł w konflikt z Warholem właśnie z powodu Sedgwick (oskarżał go o wciągnięcie jej w heroinowy nałóg), to poznał ją już po nagraniu utworu.

## Lista utworów
| Nr | Tytuł utworu                                       | Długość |
| -- | -------------------------------------------------- | ------- |
| 1. | „Like a Rolling Stone”                             | 6:13    |
| 2. | „Tombstone Blues”                                  | 6:00    |
| 3. | „It Takes a Lot to Laugh, It Takes a Train to Cry” | 4:09    |
| 4. | „From a Buick 6”                                   | 3:19    |
| 5. | „Ballad of a Thin Man”                             | 5:58    |
| 6. | „Queen Jane Approximately”                         | 5:31    |
| 7. | „Highway 61 Revisited”                             | 3:30    |
| 8. | „Just Like Tom Thumb’s Blues”                      | 5:32    |
| 9. | „Desolation Row”                                   | 11:22   |
|    |                                                    | 51:34   |

## Personel
- Michael Bloomfield – gitara
- Harvey Brooks (Harvey Goldstein) – gitara basowa
- Bob Dylan – gitara, harmonijka, pianino, wokal
- Bobby Gregg – perkusja
- Paul Griffin – organy, pianino
- Al Kooper – organy, pianino
- Sam Lay – perkusja
- Charlie McCoy – gitara
- Frank Owens – pianino
- Russ Savakus – gitara basowa
- Tom Wilson – producent
- Bob Johnston – producent